# Lista de prêmios e indicações recebidos por Dunkirk

## Prêmios e indicações
| Prêmio                                        | Data da cerimênia       | Categoria                                                    | Vencedores e nomeados                                                                          | Resultado     | Ref.                 |
| --------------------------------------------- | ----------------------- | ------------------------------------------------------------ | ---------------------------------------------------------------------------------------------- | ------------- | -------------------- |
| AACTA International Awards                    | 6 de janeiro de 2018    | Melhor filme                                                 | Dunkirk                                                                                        | Indicado      | [ 1 ]                |
| AACTA International Awards                    | 6 de janeiro de 2018    | Melhor direção                                               | Christopher Nolan                                                                              | Venceu        | [ 1 ]                |
| AACTA International Awards                    | 6 de janeiro de 2018    | Melhor roteiro                                               | Christopher Nolan                                                                              | Indicado      | [ 1 ]                |
| AACTA International Awards                    | 6 de janeiro de 2018    | Melhor ator coadjuvante                                      | Tom Hardy                                                                                      | Indicado      | [ 1 ]                |
| AARP's Movies for Grownups Awards             | 5 de fevereiro de 2018  | Melhor filme                                                 | Dunkirk                                                                                        | Venceu        | [ 2 ]                |
| AARP's Movies for Grownups Awards             | 5 de fevereiro de 2018  | Seleção dos Leitores                                         | Dunkirk                                                                                        | Indicado      | [ 2 ]                |
| Prêmios da Academia                           | 4 de março de 2018      | Melhor Filme                                                 | Christopher Nolan e Emma Thomas                                                                | Indicado      | [ 3 ]                |
| Prêmios da Academia                           | 4 de março de 2018      | Melhor Diretor                                               | Christopher Nolan                                                                              | Indicado      | [ 3 ]                |
| Prêmios da Academia                           | 4 de março de 2018      | Melhor Fotografia                                            | Hoyte van Hoytema                                                                              | Indicado      | [ 3 ]                |
| Prêmios da Academia                           | 4 de março de 2018      | Melhor Montagem                                              | Lee Smith                                                                                      | Venceu        | [ 3 ]                |
| Prêmios da Academia                           | 4 de março de 2018      | Melhor Trilha Sonora                                         | Hans Zimmer                                                                                    | Indicado      | [ 3 ]                |
| Prêmios da Academia                           | 4 de março de 2018      | Melhor Design de Produção                                    | Nathan Crowley e Gary Fettis                                                                   | Indicado      | [ 3 ]                |
| Prêmios da Academia                           | 4 de março de 2018      | Melhor Edição de Som                                         | Richard King e Alex Gibson                                                                     | Venceu        | [ 3 ]                |
| Prêmios da Academia                           | 4 de março de 2018      | Melhor Mixagem de Som                                        | Gregg Landaker, Gary A. Rizzo eMark Weingarten                                                 | Venceu        | [ 3 ]                |
| Alliance of Women Film Journalists            | 9 de janeiro de 2018    | Melhor diretor                                               | Christopher Nolan                                                                              | Indicado      | [ 4 ]                |
| Alliance of Women Film Journalists            | 9 de janeiro de 2018    | Melhor fotografia                                            | Hoyte van Hoytema                                                                              | Indicado      | [ 4 ]                |
| Alliance of Women Film Journalists            | 9 de janeiro de 2018    | Melhor montagem                                              | Lee Smith                                                                                      | Venceu        | [ 4 ]                |
| American Cinema Editors                       | 26 de janeiro de 2018   | Melhor Montagem em Filme Dramático                           | Lee Smith                                                                                      | Venceu        | [ 5 ]                |
| American Film Institute                       | 5 de janeiro de 2018    | Melhor Filme                                                 | Dunkirk                                                                                        | Venceu        | [ 6 ]                |
| American Society of Cinematographers          | 17 de fevereiro de 2018 | Melhor Fotografia                                            | Hoyte van Hoytema                                                                              | Indicado      | [ 5 ]                |
| Art Directors Guild                           | 27 de janeiro de 2018   | Melhor Design de Produção para Filme de Época                | Nathan Crowley                                                                                 | Indicado      | [ 7 ]                |
| Austin Film Critics Association               | 8 de janeiro de 2018    | Melhor diretor                                               | Christopher Nolan                                                                              | Indicado      | [ 8 ]                |
| Austin Film Critics Association               | 8 de janeiro de 2018    | Melhor fotografia                                            | Hoyte van Hoytema                                                                              | Indicado      | [ 8 ]                |
| Austin Film Critics Association               | 8 de janeiro de 2018    | Melhor trilha sonora                                         | Hans Zimmer                                                                                    | Indicado      | [ 8 ]                |
| Austin Film Critics Association               | 8 de janeiro de 2018    | Top 10 Filmes (6.º lugar)                                    | Dunkirk                                                                                        | Venceu        | [ 8 ]                |
| Boston Society of Film Critics                | 10 de dezembro de 2017  | Melhor Fotografia                                            | Hoyte van Hoytema                                                                              | Venceu        | [ 9 ]                |
| British Academy Film Awards                   | 18 de fevereiro de 2018 | Melhor Filme                                                 | Christopher Nolan e Emma Thomas                                                                | Indicado      | [ 10 ]               |
| British Academy Film Awards                   | 18 de fevereiro de 2018 | Melhor Diretor                                               | Christopher Nolan                                                                              | Indicado      | [ 10 ]               |
| British Academy Film Awards                   | 18 de fevereiro de 2018 | Melhor Fotografia                                            | Hoyte van Hoytema                                                                              | Indicado      | [ 10 ]               |
| British Academy Film Awards                   | 18 de fevereiro de 2018 | Melhor Trilha Sonora                                         | Hans Zimmer                                                                                    | Indicado      | [ 10 ]               |
| British Academy Film Awards                   | 18 de fevereiro de 2018 | Melhor Montagem                                              | Lee Smith                                                                                      | Indicado      | [ 10 ]               |
| British Academy Film Awards                   | 18 de fevereiro de 2018 | Melhor som                                                   | Richard King, Gregg Landaker, Gary Rizzo e Mark Weingarten                                     | Venceu        | [ 10 ]               |
| British Academy Film Awards                   | 18 de fevereiro de 2018 | Melhor Design de Produção                                    | Nathan Crowley e Gary Fettis                                                                   | Indicado      | [ 10 ]               |
| British Academy Film Awards                   | 18 de fevereiro de 2018 | Best Special Visual Effects                                  | Scott Fisher e Andrew Jackson                                                                  | Indicado      | [ 10 ]               |
| Casting Society of America                    | 18 de janeiro de 2018   | Grande Orçamento – Drama                                     | John Papsidera                                                                                 | Indicado      | [ 11 ]               |
| Chicago Film Critics Association              | 12 de dezembro de 2017  | Melhor filme                                                 | Dunkirk                                                                                        | Indicado      | [ 12 ]               |
| Chicago Film Critics Association              | 12 de dezembro de 2017  | Melhor diretor                                               | Christopher Nolan                                                                              | Indicado      | [ 12 ]               |
| Chicago Film Critics Association              | 12 de dezembro de 2017  | Melhor montagem                                              | Lee Smith                                                                                      | Indicado      | [ 12 ]               |
| Chicago Film Critics Association              | 12 de dezembro de 2017  | Melhor trilha sonora                                         | Hans Zimmer                                                                                    | Indicado      | [ 12 ]               |
| Chicago Film Critics Association              | 12 de dezembro de 2017  | Melhor fotografia                                            | Hoyte van Hoytema                                                                              | Indicado      | [ 12 ]               |
| Chicago Film Critics Association              | 12 de dezembro de 2017  | Melhor direção de arte                                       | Dunkirk                                                                                        | Indicado      | [ 12 ]               |
| Cinema Audio Society Awards                   | 24 de fevereiro de 2018 | Melhor filme — Live Action                                   | Thomas J. O’Connell, Scott Curtis, Gregg Landaker, Alan Meyerson, Gary Rizzo e Mark Weingarten | Venceu        | [ 13 ] [ 14 ]        |
| Cinema For Peace Awards                       | 19 de fevereiro de 2018 | Filme mais valioso do ano                                    | Dunkirk                                                                                        | Indicado      | [ 15 ]               |
| Costume Designers Guild                       | 20 de fevereiro de 2018 | Excellence in Period Film                                    | Jeffrey Kurland                                                                                | Indicado      | [ 16 ] [ 17 ]        |
| Critics' Choice Movie                         | 11 de janeiro de 2018   | Melhor filme                                                 | Dunkirk                                                                                        | Indicado      | [ 18 ] [ 19 ]        |
| Critics' Choice Movie                         | 11 de janeiro de 2018   | Melhor elenco                                                | Dunkirk                                                                                        | Indicado      | [ 18 ] [ 19 ]        |
| Critics' Choice Movie                         | 11 de janeiro de 2018   | Melhor diretor                                               | Christopher Nolan                                                                              | Indicado      | [ 18 ] [ 19 ]        |
| Critics' Choice Movie                         | 11 de janeiro de 2018   | Melhor trilha sonora                                         | Hans Zimmer                                                                                    | Indicado      | [ 18 ] [ 19 ]        |
| Critics' Choice Movie                         | 11 de janeiro de 2018   | Melhor fotografia                                            | Hoyte van Hoytema                                                                              | Indicado      | [ 18 ] [ 19 ]        |
| Critics' Choice Movie                         | 11 de janeiro de 2018   | Melhor design de produção                                    | Nathan Crowley and Gary Fettis                                                                 | Indicado      | [ 18 ] [ 19 ]        |
| Critics' Choice Movie                         | 11 de janeiro de 2018   | Melhor montagem                                              | Lee Smith                                                                                      | Venceu        | [ 18 ] [ 19 ]        |
| Critics' Choice Movie                         | 11 de janeiro de 2018   | Best Visual Effects                                          | Dunkirk                                                                                        | Indicado      | [ 18 ] [ 19 ]        |
| Dallas-Fort Worth Film Critics Association    | 13 de dezembro de 2017  | Melhor filme                                                 | Dunkirk                                                                                        | Indicado      | [ 20 ] [ 21 ]        |
| Dallas-Fort Worth Film Critics Association    | 13 de dezembro de 2017  | Melhor diretor                                               | Christopher Nolan                                                                              | Indicado      | [ 20 ] [ 21 ]        |
| Dallas-Fort Worth Film Critics Association    | 13 de dezembro de 2017  | Melhor trilha sonora                                         | Hans Zimmer                                                                                    | Vice-campeão  | [ 20 ] [ 21 ]        |
| Detroit Film Critics Society                  | 7 de dezembro de 2017   | Melhor Diretor                                               | Christopher Nolan                                                                              | Indicado      | [ 22 ] [ 23 ] [ 24 ] |
| Directors Guild of America Awards             | 3 de fevereiro de 2018  | Excelente Direção                                            | Christopher Nolan                                                                              | Indicado      | [ 25 ] [ 26 ]        |
| Dorian Awards                                 | 24 de fevereiro de 2018 | Diretor do Ano                                               | Christopher Nolan                                                                              | Indicado      | [ 27 ] [ 28 ] [ 29 ] |
| Dorian Awards                                 | 24 de fevereiro de 2018 | Filme visualmente impressionante do ano                      | Dunkirk                                                                                        | Indicado      | [ 27 ] [ 28 ] [ 29 ] |
| Dublin Film Critics' Circle                   | 13 de dezembro de 2017  | Melhor filme                                                 | Dunkirk                                                                                        | Venceu        | [ 30 ] [ 31 ]        |
| Dublin Film Critics' Circle                   | 13 de dezembro de 2017  | Melhor diretor                                               | Christopher Nolan                                                                              | Venceu        | [ 30 ] [ 31 ]        |
| Dublin Film Critics' Circle                   | 13 de dezembro de 2017  | Melhor roteiro (7.º lugar)                                   | Christopher Nolan                                                                              | Venceu        | [ 30 ] [ 31 ]        |
| Dublin Film Critics' Circle                   | 13 de dezembro de 2017  | Melhor fotografia (2.º lugar)                                | Hoyte van Hoytema                                                                              | Venceu        | [ 30 ] [ 31 ]        |
| Dublin Film Critics' Circle                   | 13 de dezembro de 2017  | Artista revelação do ano                                     | Barry Keoghan                                                                                  | Venceu        | [ 30 ] [ 31 ]        |
| Prêmios Empire                                | 18 de março de 2018     | Melhor Novato                                                | Fionn Whitehead                                                                                | Indicado      | [ 32 ] [ 33 ] [ 34 ] |
| Prêmios Empire                                | 18 de março de 2018     | Melhor Filme Britânico                                       | Dunkirk                                                                                        | Indicado      | [ 32 ] [ 33 ] [ 34 ] |
| Prêmios Empire                                | 18 de março de 2018     | Melhor Design de Produção                                    | Dunkirk                                                                                        | Indicado      | [ 32 ] [ 33 ] [ 34 ] |
| Evening Standard British Film Awards          | 8 de fevereiro de 2018  | Prêmio Everyman de Melhor Filme                              | Dunkirk                                                                                        | Indicado      | [ 35 ] [ 36 ]        |
| Florida Film Critics Circle                   | 23 de dezembro de 2017  | Melhor filme                                                 | Dunkirk                                                                                        | Venceu        | [ 37 ] [ 38 ]        |
| Florida Film Critics Circle                   | 23 de dezembro de 2017  | Melhor diretor                                               | Christopher Nolan                                                                              | Venceu        | [ 37 ] [ 38 ]        |
| Florida Film Critics Circle                   | 23 de dezembro de 2017  | Melhor elenco                                                | Dunkirk                                                                                        | Vice-campeão  | [ 37 ] [ 38 ]        |
| Florida Film Critics Circle                   | 23 de dezembro de 2017  | Melhor fotografia                                            | Hoyte van Hoytema                                                                              | Vice-campeão  | [ 37 ] [ 38 ]        |
| Florida Film Critics Circle                   | 23 de dezembro de 2017  | Melhor trilha sonora                                         | Hans Zimmer                                                                                    | Vice-campeão  | [ 37 ] [ 38 ]        |
| Florida Film Critics Circle                   | 23 de dezembro de 2017  | Melhor design de produção e direção de arte                  | Dunkirk                                                                                        | Vice-campeão  | [ 37 ] [ 38 ]        |
| Florida Film Critics Circle                   | 23 de dezembro de 2017  | Best Visual Effects                                          | Dunkirk                                                                                        | Indicado      | [ 37 ] [ 38 ]        |
| Gaudí Awards                                  | 28 de janeiro de 2018   | Melhor filme europeu                                         | Dunkirk                                                                                        | Venceu        | [ 39 ]               |
| Georgia Film Critics Association              | 12 January 2018         | Melhor filme                                                 | Dunkirk                                                                                        | Indicado      | [ 40 ]               |
| Georgia Film Critics Association              | 12 January 2018         | Melhor diretor                                               | Christopher Nolan                                                                              | Indicado      | [ 40 ]               |
| Georgia Film Critics Association              | 12 January 2018         | Melhor fotografia                                            | Hoyte van Hoytema                                                                              | Venceu        | [ 40 ]               |
| Georgia Film Critics Association              | 12 January 2018         | Melhor design de produção                                    | Nathan Crowley and Gary Fettis                                                                 | Indicado      | [ 40 ]               |
| Georgia Film Critics Association              | 12 January 2018         | Melhor trilha sonora                                         | Hans Zimmer                                                                                    | Venceu        | [ 40 ]               |
| Golden Globe Awards                           | 7 de janeiro de 2018    | Melhor Filme - Drama                                         | Dunkirk                                                                                        | Indicado      | [ 41 ]               |
| Golden Globe Awards                           | 7 de janeiro de 2018    | Melhor diretor                                               | Christopher Nolan                                                                              | Indicado      | [ 41 ]               |
| Golden Globe Awards                           | 7 de janeiro de 2018    | Melhor trilha sonora                                         | Hans Zimmer                                                                                    | Indicado      | [ 41 ]               |
| Golden Reel Awards                            | 18 de fevereiro de 2018 | Outstanding Achievement in Sound Editing – Music Score       | Alex Gibson, Ryan Rubin and Chris Barrett                                                      | Venceu        | [ 42 ]               |
| Golden Reel Awards                            | 18 de fevereiro de 2018 | Outstanding Achievement in Sound Editing – Dialogue / ADR    | Hugo Weng, David Bach and Russell Farmarco                                                     | Indicado      | [ 42 ]               |
| Golden Reel Awards                            | 18 de fevereiro de 2018 | Outstanding Achievement in Sound Editing – Effects / Foley   | Richard King, Michael Mitchell, Randy Torres, Michael Dressel, John Roesch and Shelley Roden   | Indicado      | [ 42 ]               |
| Golden Tomato Awards                          | 3 de janeiro de 2018    | Best Wide Release 2017                                       | Dunkirk                                                                                        | 3rd Place     | [ 43 ]               |
| Golden Tomato Awards                          | 3 de janeiro de 2018    | Melhor filme de drama de 2017                                | Dunkirk                                                                                        | Venceu        | [ 43 ]               |
| Grammy Awards                                 | 28 de janeiro de 2018   | Melhor trilha orquestrada de mídia visual                    | Dunkirk: Original Motion Picture Soundtrack                                                    | Indicado      | [ 44 ]               |
| Hollywood Professional Association            | 16 November 2017        | Outstanding Editing – Feature Film                           | Lee Smith                                                                                      | Venceu        | [ 45 ]               |
| Houston Film Critics Society                  | 6 de janeiro de 2018    | Melhor filme                                                 | Dunkirk                                                                                        | Indicado      | [ 46 ] [ 47 ]        |
| Houston Film Critics Society                  | 6 de janeiro de 2018    | Melhor direção                                               | Christopher Nolan                                                                              | Indicado      | [ 46 ] [ 47 ]        |
| Houston Film Critics Society                  | 6 de janeiro de 2018    | Melhor fotografia                                            | Hoyte van Hoytema                                                                              | Indicado      | [ 46 ] [ 47 ]        |
| Houston Film Critics Society                  | 6 de janeiro de 2018    | Melhor trilha sonora                                         | Hans Zimmer                                                                                    | Indicado      | [ 46 ] [ 47 ]        |
| IGN Awards                                    | 19 de dezembro de 2017  | Melhor filme de drama                                        | Dunkirk                                                                                        | Vice-campeão  | [ 48 ]               |
| IGN Awards                                    | 19 de dezembro de 2017  | People's Choice de Melhor filme de drama                     | Dunkirk                                                                                        | Venceu        | [ 48 ]               |
| IGN Awards                                    | 19 de dezembro de 2017  | Melhor diretor                                               | Christopher Nolan                                                                              | Indicado      | [ 48 ]               |
| IGN Awards                                    | 19 de dezembro de 2017  | People's Choice de Melhor diretor                            | Christopher Nolan                                                                              | Venceu        | [ 48 ]               |
| IndieWire Critics Poll                        | 19 de dezembro de 2016  | Most Anticipated of 2017                                     | Dunkirk                                                                                        | 3rd Place     | [ 49 ]               |
| IndieWire Critics Poll                        | 19 de dezembro de 2017  | Melhor filme                                                 | Dunkirk                                                                                        | 3rd Place     | [ 50 ]               |
| IndieWire Critics Poll                        | 19 de dezembro de 2017  | Melhor fotografia                                            | Hoyte van Hoytema                                                                              | 2nd Place     | [ 50 ]               |
| Location Managers Guild Awards                | 7 April 2018            | Outstanding Locations in Period Film                         | Ben Piltz, Arnaud Kaiser                                                                       | Indicado      | [ 51 ]               |
| London Film Critics' Circle                   | 28 de janeiro de 2018   | Melhor filme                                                 | Dunkirk                                                                                        | Indicado      | [ 52 ]               |
| London Film Critics' Circle                   | 28 de janeiro de 2018   | Melhor filme britânico                                       | Dunkirk                                                                                        | Venceu        | [ 52 ]               |
| London Film Critics' Circle                   | 28 de janeiro de 2018   | Diretor do ano                                               | Christopher Nolan                                                                              | Indicado      | [ 52 ]               |
| London Film Critics' Circle                   | 28 de janeiro de 2018   | Young British/Irish Performer of the Year                    | Fionn Whitehead                                                                                | Indicado      | [ 52 ]               |
| London Film Critics' Circle                   | 28 de janeiro de 2018   | Technical Achievement Award                                  | Hans Zimmer (music)                                                                            | Indicado      | [ 52 ]               |
| Los Angeles Film Critics Association          | 13 de janeiro de 2018   | Melhor montagem                                              | Lee Smith                                                                                      | Venceu        | [ 53 ]               |
| National Board of Review                      | 9 de janeiro de 2018    | Top Ten Films                                                | Dunkirk                                                                                        | Venceu        | [ 54 ]               |
| National Society of Film Critics              | 6 de janeiro de 2018    | Melhor fotografia                                            | Hoyte van Hoytema                                                                              | 2nd Place     | [ 55 ]               |
| New York Film Critics Online                  | 10 de dezembro de 2017  | Top 10 Filmes                                                | Dunkirk                                                                                        | Venceu        | [ 56 ]               |
| Online Film Critics Society                   | 28 de dezembro de 2017  | Melhor filme                                                 | Dunkirk                                                                                        | Indicado      | [ 57 ] [ 58 ]        |
| Online Film Critics Society                   | 28 de dezembro de 2017  | Melhor diretor                                               | Christopher Nolan                                                                              | Venceu        | [ 57 ] [ 58 ]        |
| Online Film Critics Society                   | 28 de dezembro de 2017  | Melhor fotografia                                            | Hoyte van Hoytema                                                                              | Indicado      | [ 57 ] [ 58 ]        |
| Online Film Critics Society                   | 28 de dezembro de 2017  | Melhor montagem                                              | Lee Smith                                                                                      | Venceu        | [ 57 ] [ 58 ]        |
| Producers Guild of America Awards             | 20 de janeiro de 2018   | Melhor filme                                                 | Christopher Nolan and Emma Thomas                                                              | Indicado      | [ 59 ]               |
| San Diego Film Critics Society                | 11 de dezembro de 2017  | Melhor filme                                                 | Dunkirk                                                                                        | Indicado      | [ 60 ] [ 61 ]        |
| San Diego Film Critics Society                | 11 de dezembro de 2017  | Melhor diretor                                               | Christopher Nolan                                                                              | Vice-campeão  | [ 60 ] [ 61 ]        |
| San Diego Film Critics Society                | 11 de dezembro de 2017  | Best Original Screenplay                                     | Christopher Nolan                                                                              | Indicado      | [ 60 ] [ 61 ]        |
| San Diego Film Critics Society                | 11 de dezembro de 2017  | Melhor fotografia                                            | Hoyte van Hoytema                                                                              | Venceu        | [ 60 ] [ 61 ]        |
| San Diego Film Critics Society                | 11 de dezembro de 2017  | Melhor design de produção                                    | Nathan Crowley                                                                                 | Indicado      | [ 60 ] [ 61 ]        |
| San Diego Film Critics Society                | 11 de dezembro de 2017  | Melhor montagem                                              | Lee Smith                                                                                      | Vice-campeão  | [ 60 ] [ 61 ]        |
| San Diego Film Critics Society                | 11 de dezembro de 2017  | Melhores efeitos visuais                                     | Dunkirk                                                                                        | Vice-campeão  | [ 60 ] [ 61 ]        |
| San Diego Film Critics Society                | 11 de dezembro de 2017  | Melhor uso de som                                            | Dunkirk                                                                                        | Indicado      | [ 60 ] [ 61 ]        |
| San Francisco Film Critics Circle             | 10 de dezembro de 2017  | Melhor diretor                                               | Christopher Nolan                                                                              | Indicado      | [ 62 ] [ 63 ]        |
| San Francisco Film Critics Circle             | 10 de dezembro de 2017  | Melhor fotografia                                            | Hoyte van Hoytema                                                                              | Indicado      | [ 62 ] [ 63 ]        |
| San Francisco Film Critics Circle             | 10 de dezembro de 2017  | Melhor design de produção                                    | Nathan Crowley                                                                                 | Indicado      | [ 62 ] [ 63 ]        |
| San Francisco Film Critics Circle             | 10 de dezembro de 2017  | Melhor montagem                                              | Lee Smith                                                                                      | Indicado      | [ 62 ] [ 63 ]        |
| San Francisco Film Critics Circle             | 10 de dezembro de 2017  | Melhor trilha sonora                                         | Hans Zimmer                                                                                    | Indicado      | [ 62 ] [ 63 ]        |
| Satellite Awards                              | 10 de fevereiro de 2018 | Melhor Filme                                                 | Dunkirk                                                                                        | Indicado      | [ 64 ]               |
| Satellite Awards                              | 10 de fevereiro de 2018 | Melhor Diretor                                               | Christopher Nolan                                                                              | Indicado      | [ 64 ]               |
| Satellite Awards                              | 10 de fevereiro de 2018 | Best Original Screenplay                                     | Christopher Nolan                                                                              | Indicado      | [ 64 ]               |
| Satellite Awards                              | 10 de fevereiro de 2018 | Best Supporting Actor                                        | Mark Rylance                                                                                   | Indicado      | [ 64 ]               |
| Satellite Awards                              | 10 de fevereiro de 2018 | Melhor fotografia                                            | Hoyte van Hoytema                                                                              | Indicado      | [ 64 ]               |
| Satellite Awards                              | 10 de fevereiro de 2018 | Melhor trilha sonora                                         | Hans Zimmer                                                                                    | Indicado      | [ 64 ]               |
| Satellite Awards                              | 10 de fevereiro de 2018 | Melhor montagem                                              | Lee Smith                                                                                      | Indicado      | [ 64 ]               |
| Satellite Awards                              | 10 de fevereiro de 2018 | Best Costume Design                                          | Jeffrey Kurland                                                                                | Indicado      | [ 64 ]               |
| Satellite Awards                              | 10 de fevereiro de 2018 | Best Visual Effects                                          | Dunkirk                                                                                        | Indicado      | [ 64 ]               |
| Satellite Awards                              | 10 de fevereiro de 2018 | Melhor design de produção e direção de arte                  | Dunkirk                                                                                        | Indicado      | [ 64 ]               |
| Satellite Awards                              | 10 de fevereiro de 2018 | Melhor som                                                   | Dunkirk                                                                                        | Venceu        | [ 64 ]               |
| Screen Actors Guild Awards                    | 21 de janeiro de 2018   | Melhor Elenco de Dublês em Filme                             | Dunkirk                                                                                        | Indicado      | [ 65 ]               |
| Seattle Film Critics Society                  | 18 de dezembro de 2017  | Melhor Filme do Ano                                          | Dunkirk                                                                                        | Indicado      | [ 66 ] [ 67 ]        |
| Seattle Film Critics Society                  | 18 de dezembro de 2017  | Melhor diretor                                               | Christopher Nolan                                                                              | Venceu        | [ 66 ] [ 67 ]        |
| Seattle Film Critics Society                  | 18 de dezembro de 2017  | Melhor fotografia                                            | Hoyte van Hoytema                                                                              | Indicado      | [ 66 ] [ 67 ]        |
| Seattle Film Critics Society                  | 18 de dezembro de 2017  | Melhor montagem                                              | Lee Smith                                                                                      | Venceu        | [ 66 ] [ 67 ]        |
| Seattle Film Critics Society                  | 18 de dezembro de 2017  | Melhor trilha sonora                                         | Hans Zimmer                                                                                    | Indicado      | [ 66 ] [ 67 ]        |
| Seattle Film Critics Society                  | 18 de dezembro de 2017  | Melhor design de produção                                    | Nathan Crowley and Gary Fettis                                                                 | Indicado      | [ 66 ] [ 67 ]        |
| Seattle Film Critics Society                  | 18 de dezembro de 2017  | Best Visual Effects                                          | Paul Corbould, Scott Fisher, Andrew Jackson and Andrew Lockley                                 | Indicado      | [ 66 ] [ 67 ]        |
| St. Louis Film Critics Association            | 17 de dezembro de 2017  | Melhor fotografia                                            | Hoyte van Hoytema                                                                              | Vice-campeão  | [ 68 ]               |
| St. Louis Film Critics Association            | 17 de dezembro de 2017  | Best Editing                                                 | Lee Smith                                                                                      | Vice-campeão  | [ 68 ]               |
| St. Louis Film Critics Association            | 17 de dezembro de 2017  | Melhor trilha sonora                                         | Hans Zimmer                                                                                    | Vice-campeão} | [ 68 ]               |
| St. Louis Film Critics Association            | 17 de dezembro de 2017  | Melhor design de produção                                    | Nathan Crowley                                                                                 | Indicado      | [ 68 ]               |
| St. Louis Film Critics Association            | 17 de dezembro de 2017  | Best Visual Effects                                          | Dunkirk                                                                                        | Indicado      | [ 68 ]               |
| Vancouver Film Critics Circle                 | 6 de janeiro de 2018    | Melhor filme                                                 | Dunkirk                                                                                        | Indicado      | [ 69 ]               |
| Vancouver Film Critics Circle                 | 6 de janeiro de 2018    | Melhor diretor                                               | Christopher Nolan                                                                              | Indicado      | [ 69 ]               |
| Visual Effects Society Awards                 | 13 de fevereiro de 2018 | Outstanding Supporting Visual Effects in a Photoreal Feature | Mike Chambers, Scott Fisher, Andrew Jackson, Andrew Lockley and Alison Wortman                 | Venceu        | [ 70 ]               |
| Washington D.C. Area Film Critics Association | 8 de dezembro de 2017   | Melhor filme                                                 | Dunkirk                                                                                        | Indicado      | [ 71 ] [ 72 ]        |
| Washington D.C. Area Film Critics Association | 8 de dezembro de 2017   | Melhor diretor                                               | Christopher Nolan                                                                              | Venceu        | [ 71 ] [ 72 ]        |
| Washington D.C. Area Film Critics Association | 8 de dezembro de 2017   | Melhor elenco                                                | The cast of Dunkirk                                                                            | Indicado      | [ 71 ] [ 72 ]        |
| Washington D.C. Area Film Critics Association | 8 de dezembro de 2017   | Melhor fotografia                                            | Hoyte van Hoytema                                                                              | Indicado      | [ 71 ] [ 72 ]        |
| Washington D.C. Area Film Critics Association | 8 de dezembro de 2017   | Melhor design de produção                                    | Nathan Crowley e Gary Fettis                                                                   | Indicado      | [ 71 ] [ 72 ]        |
| Washington D.C. Area Film Critics Association | 8 de dezembro de 2017   | Melhor montagem                                              | Lee Smith                                                                                      | Indicado      | [ 71 ] [ 72 ]        |
| Washington D.C. Area Film Critics Association | 8 de dezembro de 2017   | Melhor trilha sonora                                         | Hans Zimmer                                                                                    | Indicado      | [ 71 ] [ 72 ]        |